# Pauna
El paunaka, paunaca o pauna és una llengua arawak de Sud-amèrica, la mateixa forma part de la família arawak del Sud i actualment es troba en perill d'extinció. És parlada a la regió de la Chiquitania, prop del departament de Santa Cruz i al nord del Gran Chaco. Podria haver existit una relació genètica amb la llengua extinta paiconeca, la qual també forma part de la família arawak. En la seva majoria aquestes llengües són resumides com un grup dialectal, comunament referit amb els noms Paunaca (Paunaka), Pauneca o Pauna. Actualment només en queden 10 semiparlants, tots majors de 50 anys (2011)

## Situació actual
Segons Danielsen (2012), el nombre de parlants i semi-parlants de l'idioma pauna no arriba a més de vuit i, per aquesta raó, la llengua es troba avui dia de debò perill d'extinció o, més encara, es tracta d'una llengua moribunda (Crevels i Muysken, 2009: 15; Crevels, 2012). La supervivència d'aquesta llengua amb tan pocs parlants no és solament amenaçada per la presència i dominància del castellà, sinó també pel chiquitano. Com assenyala Danielsen (2012), encara que existeixen avui dia molts projectes d'educació bilingüe a la Chiquitanía, aquests programes no es dirigeixen als pocs fills de la família paunaca, però sí a les ètnies dominants en general. Per això, com suggereix l'autora, és urgent que els investigadors es dediquin a la documentació de l'idioma paunaca i que desenvolupin, a partir d'això, els materials escolars corresponents.

## Aspectes històrics
Com assenyala Danielsen (2012), existeixen molt poques dades històriques sobre la llengua i ètnia paunaca. En el segle xviii, els jesuïtes van anar a la Chiquitanía i van fundar les seves missions, les quals es componien de diverses ètnies, entre elles la dels paunaca, que segons d’Orbigny (1839) comptava amb uns 250 membres en la missió de Concepción. No hi ha dades sobre el número de paunaca en altres missions. En les dades més recents, Fabre (2005: 2) assenyala que el número de paunaca aconsegueix a unes 150 persones, que actualment formen part del grup de chiquitanos. Aquests números es refereixen, doncs, al grup ètnic, però no al nombre de parlants dins d'aquest grup. Com se sap, aquests números poden divergir considerablement. Segons Villafañe (2007), en el 2006, el paunaca era parlat per 10 membres d'una mateixa família, dels quals dues ja van morir. Els membres que encara poden parlar paunaca entre ells tenen entre 50 i 80 anys. La gent jove de la família parla únicament castellà.

## Classificació genètica
La classificació del paunaca i paiconeca és problemàtica. A causa de la similitud entre els seus noms, totes dues llengües han estat considerades per diversos autors com un sol grup amb dos dialectes. En alguns treballs contemporanis sobre les ètnies bolivianes, els autors es refereixen al grup “paiconeca”, però en realitat parlen dels mateixos paunaca que fins avui viuen. Segons Aikhenvald (1999), els paunaca es troben, juntament amb els paiconeca, entre les llengües arawak del sud. Dins de les llengües arawak del sud, Danielsen (2012) proposa classificar al paunaca i el paiconeca com a membres del grup pauna (llengües paunes).

## Esbós gramatical

### Fonologia
Com assenyala Danielsen (2012), el paunaca presenta 12 consonants. Hi ha, a més, dues consonants (entre parèntesis), sobre les quals existeixen dubtes sobre el seu estat fonèmic.
|                | Bilabials | Alveolars | Postalveolars | Palatal | Vetllar | Glotales |
| -------------- | --------- | --------- | ------------- | ------- | ------- | -------- |
| Oclusives      | p         | t         |               |         | k       | (ʔ)      |
| Africada       |           |           | tʃ            |         |         |          |
| Fricatives     |           |           |               |         |         |          |
| Sordes         |           | s         | (ʃ)           |         |         | h        |
| Sonora         | b         |           |               |         |         |          |
| Nasals         | m         | n         |               |         |         |          |
| Vibrant (flap) |           |           | r             |         |         |          |
| semivocal      |           |           |               | j       |         |          |

El paunaca presenta, a més, sis vocals, com s'observa en el quadre 2:
|          | Anteriors | Centrals | Posteriors |
| Altes    | i         | ɨ        | o          |
| Mitjanes | e         | (ə)      | o          |
| Baixa    |           | a        |            |